# Буйи (Об)
Буйи́ (фр. Bouilly) — коммуна во Франции, находится в регионе Шампань — Арденны. Департамент — Об. Административный центр кантона Буйи. Округ коммуны — Труа.
Код INSEE коммуны — 10051.
Коммуна расположена приблизительно в 145 км к юго-востоку от Парижа, в 90 км южнее Шалон-ан-Шампани, в 13 км к юго-западу от Труа.

## Население
Население коммуны на 2008 год составляло 1039 человек.
| 1962 | 1968 | 1975 | 1982 | 1990 | 1999 | 2008 |
| ---- | ---- | ---- | ---- | ---- | ---- | ---- |
| 626  | 725  | 1008 | 865  | 1000 | 1090 | 1039 |

## Администрация
| Период | Период | Фамилия       | Партия                              | Примечания |
| ------ | ------ | ------------- | ----------------------------------- | ---------- |
| 1995   | 2008   | Жоэль Нинорей | Французская коммунистическая партия |            |
| 2008   |        | Жан-Луи Дюфо  |                                     |            |

## Экономика
В 2007 году среди 635 человек в трудоспособном возрасте (15—64 лет) 480 были экономически активными, 155 — неактивными (показатель активности — 75,6 %, в 1999 году было 70,8 %). Из 480 активных работали 455 человек (243 мужчины и 212 женщин), безработных было 25 (9 мужчин и 16 женщин). Среди 155 неактивных 65 человек были учениками или студентами, 55 — пенсионерами, 35 были неактивными по другим причинам.

## Достопримечательности
- Замок Буйи
- Церковь Сен-Лоран[3] (XVI век). Памятник истории с 1909 года[4]
- Здание мэрии XIX века[5]